# 鈴木徳真
鈴木 徳真（すずき とくま、1997年3月12日 - ）は、栃木県小山市出身のプロサッカー選手。Jリーグ・ガンバ大阪所属。ポジションはミッドフィールダー（MF）。

## 来歴
前橋育英高校の2年時にU-19日本代表に召集され、FIFA U-17ワールドカップのメンバーにも選出された。3年時にはキャプテンとして全国高校サッカー選手権大会の準優勝に貢献。チームメイトの渡邊凌磨、吉田舜、吉永大志と共に大会優秀選手に選出された。大学では筑波大学に進学し、全日本大学選抜にも選出された。

### 徳島ヴォルティス
2019年より筑波大学から徳島ヴォルティスに加入。7月21日、第23節のFC町田ゼルビア戦でプロ入り初ゴールを決めた。12月14日、J1参入プレーオフの湘南ベルマーレ戦では先制点を決めるも後半追いつかれ、J1昇格は果たせなかった。2020年シーズンは38試合に出場し、J2リーグ優勝とJ1昇格に大きく貢献した。

### セレッソ大阪
2022年よりセレッソ大阪へ完全移籍。Jリーグ通算100試合目でJ1初得点、3-0の勝利に貢献。9月10日第29節のゴールがセレッソのホーム通算600得点目となった。J1初挑戦であり、加入1年目ながらボランチのレギュラーに定着。
12月9日、上門知樹、毎熊晟矢と共に2025年までの複数年契約更新を掴み取った。
2023年、開幕直前に怪我で開幕先発を逃し、7節以降も怪我で離脱、その間に香川真司、喜田陽が台頭、特に香川はボランチへのコンバート直後にもかかわらず、他の本職ボランチ全員を展開力、試合勘、守備強度などで上回る活躍を見せた。鈴木の先発出場は16節が最後で、その後の総出場時間は63分間、前年に比べて出場機会が激減した。

### ガンバ大阪
2024年、セレッソでは中盤のポジションに有力選手が大量におり、競り合いに強いアンカーを求めているなど出場の見込みが低いことから香川真司や清武弘嗣らにも相談することで、じっくりと今後のキャリアと向き合った。そして、徳島時代の監督のポヤトス率いるガンバ大阪に完全移籍で加入。岸本武流と同じく共闘経験があるポヤトスの戦術理解に長けているため白羽の矢が立った。同年はチームの主力として37試合に出場し、ボランチとしてチームの4位躍進・天皇杯準優勝に貢献。

## 所属クラブ
- 大谷東FC
- FC古河
- 前橋育英高等学校
- 筑波大学
- 2019年 - 2021年  徳島ヴォルティス
- 2022年 - 2023年  セレッソ大阪
- 2024年 -  ガンバ大阪

## 個人成績
| 国内大会個人成績 | 国内大会個人成績 | 国内大会個人成績 | 国内大会個人成績 | 国内大会個人成績 | 国内大会個人成績 | 国内大会個人成績 | 国内大会個人成績 | 国内大会個人成績 | 国内大会個人成績 | 国内大会個人成績 | 国内大会個人成績 |
| 年度             | クラブ           | 背番号           | リーグ           | リーグ戦         | リーグ戦         | リーグ杯         | リーグ杯         | オープン杯       | オープン杯       | 期間通算         | 期間通算         |
| 年度             | クラブ           | 背番号           | リーグ           | 出場             | 得点             | 出場             | 得点             | 出場             | 得点             | 出場             | 得点             |
| 日本             | 日本             | 日本             | 日本             | リーグ戦         | リーグ戦         | リーグ杯         | リーグ杯         | 天皇杯           | 天皇杯           | 期間通算         | 期間通算         |
| ---------------- | ---------------- | ---------------- | ---------------- | ---------------- | ---------------- | ---------------- | ---------------- | ---------------- | ---------------- | ---------------- | ---------------- |
| 2016             | 筑波大           | 18               | 他               | -                | -                | -                | -                | 1                | 0                | 1                | 0                |
| 2017             | 筑波大           | 6                | 他               | -                | -                | -                | -                | 4                | 0                | 4                | 0                |
| 2019             | 徳島             | 23               | J2               | 15               | 1                | -                | -                | 2                | 0                | 17               | 1                |
| 2020             | 徳島             | 23               | J2               | 38               | 0                | -                | -                | 2                | 2                | 40               | 2                |
| 2021             | 徳島             | 23               | J1               | 32               | 0                | 5                | 0                | 2                | 0                | 39               | 0                |
| 2022             | C大阪            | 17               | J1               | 25               | 2                | 11               | 0                | 4                | 0                | 40               | 2                |
| 2023             | C大阪            | 17               | J1               | 19               | 0                | 2                | 0                | 2                | 0                | 23               | 0                |
| 2024             | G大阪            | 16               | J1               | 37               | 0                | 1                | 1                | 5                | 0                | 43               | 1                |
| 2025             | G大阪            | 16               | J1               |                  |                  |                  |                  |                  |                  |                  |                  |
| 通算             | 日本             | 日本             | J1               | 113              | 2                | 19               | 1                | 13               | 0                | 145              | 3                |
| 通算             | 日本             | 日本             | J2               | 53               | 1                | -                | -                | 4                | 2                | 57               | 3                |
| 通算             | 日本             | 日本             | 他               | -                | -                | -                | -                | 5                | 0                | 5                | 0                |
| 総通算           | 総通算           | 総通算           | 総通算           | 166              | 3                | 19               | 1                | 22               | 2                | 207              | 6                |

| 国際大会個人成績 | 国際大会個人成績 | 国際大会個人成績 | 国際大会個人成績 | 国際大会個人成績 |
| 年度             | クラブ           | 背番号           | 出場             | 得点             |
| AFC              | AFC              | AFC              | ACL              | ACL              |
| ---------------- | ---------------- | ---------------- | ---------------- | ---------------- |
| 2025/26/2        | G大阪            | 16               |                  |                  |
| 通算             | AFC              | AFC              |                  |                  |

- Jリーグ初出場 - 2019年2月24日 J2第1節 vs鹿児島ユナイテッドFC（白波スタジアム）
- Jリーグ初得点 - 2019年7月21日 J2第23節 vsFC町田ゼルビア（町田市立陸上競技場）

## タイトル

### クラブ
筑波大学
- 全日本大学サッカー選手権大会：1回（2016年）
- 関東大学サッカーリーグ戦1部：1回（2017年）
- 茨城県サッカー選手権大会：2回（2016年、2017年）

徳島ヴォルティス
- J2リーグ：1回（2020年）

### 個人
- 全国高等学校総合体育大会サッカー競技大会・優秀選手（2014年）
- 全国高等学校サッカー選手権大会・優秀選手（2014年）

## 代表・選抜歴
- U-16日本代表
  - モンテギュー国際大会（2013年）
  - カンポ・コムナーレ・リグナノ（2013年）
  - 豊田国際ユースサッカー大会（2013年）
  - AFC U-16選手権（2013年）
- U-17日本代表
  - サニックス杯国際ユースサッカー大会（2013年）　
  - 国際ユースサッカーin新潟（2013年）
  - ヤロスラフ・イェジェク国際ユーストーナメント（2013年）
  - FIFA U-17ワールドカップ（2013年）
  - SBSカップ 国際ユースサッカー（2014年）
  - バツラフ・イェジェク国際ユーストーナメント（2014年）
- U-18日本代表
  - Panda Cup（2015年）
  - CFA国際ユース(U-18)トーナメント（2015年）
  - AFC U-19選手権・予選（2015年）
- 日本高校選抜
  - NEXT GENERATION MATCH（2015年）
- 全日本大学選抜
  - DENSO CUP SOCCER 大学日韓(韓日)定期戦（2018年）